# Meprobamat

Strukturformel för meprobamat.

Meprobamat, summaformel C9H18N2O4, är ett lugnande och sömngivande preparat, patenterat 1955. Varunamn för ämnet är Restenil. Det avregistrerades i Sverige 1998.
Substansen är narkotikaklassad och ingår i förteckning P IV i 1971 års psykotropkonvention, samt i förteckning IV i Sverige.
Läkemedelssubstanserna karisoprodol och tybamat är prodroger för meprobamat. 